# Comuna Grădinile, Olt
Grădinile este o comună în județul Olt, Oltenia, România, formată din satele Arvăteasca, Grădinile (reședința) și Plăviceanca.

## Demografie
Componența etnică a comunei Grădinile
     Români (97,26%)
     Alte etnii (2,74%)
Componența confesională a comunei Grădinile
     Ortodocși (96,31%)
     Alte religii (0,89%)
     Necunoscută (2,8%)
Conform recensământului efectuat în 2021, populația comunei Grădinile se ridică la 1.462 de locuitori, în scădere față de recensământul anterior din 2011, când fuseseră înregistrați 1.507 locuitori. Majoritatea locuitorilor sunt români (97,26%). Din punct de vedere confesional, majoritatea locuitorilor sunt ortodocși (96,31%), iar pentru 2,8% nu se cunoaște apartenența confesională.

## Politică și administrație
Comuna Grădinile este administrată de un primar și un consiliu local compus din 9 consilieri. Primarul, Ion Dincă[*], de la Partidul Social Democrat, este în funcție din 2008. Începând cu alegerile locale din 2024, consiliul local are următoarea componență pe partide politice:
|  | Partid                    | Consilieri | Componența Consiliului | Componența Consiliului | Componența Consiliului | Componența Consiliului | Componența Consiliului | Componența Consiliului | Componența Consiliului | Componența Consiliului |
|  | ------------------------- | ---------- | ---------------------- | ---------------------- | ---------------------- | ---------------------- | ---------------------- | ---------------------- | ---------------------- | ---------------------- |
|  | Partidul Social Democrat  | 8          |                        |                        |                        |                        |                        |                        |                        |                        |
|  | Partidul Național Liberal | 1          |                        |                        |                        |                        |                        |                        |                        |                        |

## Personalități
- Neda Marinescu